# 李景林 (1909年)
李景林（1909年—1980年），男，陕西清涧人，中华人民共和国政治人物，曾任宁夏回族自治区政协主席，第二、三届全国人大代表，第五届全国政协常委。